# Zheng Zhenxiang
Dans ce nom chinois, le nom de famille, Zheng, précède le nom personnel.
Pour les articles homonymes, voir Zheng (homonymie).
Zheng Zhenxiang (en chinois : 郑振香) est une archéologue chinoise, née en 1929 et morte le 14 mars 2024. Elle est célèbre pour avoir découvert et fouillé la tombe de Fu Hao à Anyang.

## Biographie
Après avoir obtenu son diplôme de premier cycle à l'université de Pékin en 1954, Zheng Zhenxiang travaille comme assistante d'enseignement spécialisée en archéologie au département d'histoire, tout en approfondissant ses propres études en archéologie sous la direction de Yin Da. Elle obtient son diplôme en 1959 et est affectée à l'Institut d'archéologie de l'Académie chinoise des sciences sociales, poursuivant des travaux sur les dynasties Shang et Zhou.
En 1959, Zheng dirige une équipe de fouilles sur le site de Wangwan (王湾), près de Luoyang, et dirige la formation en archéologie d’étudiants de l’université de Pékin. Les résultats des fouilles de Luoyang, bien que formalisés dès les années 1960-1961, ne sont publiés qu’en 1989.
À l'automne 1962, elle est nommée responsable d'une équipe de fouilles travaillant à Anyang à la recherche d’une ancienne cité de la dynastie Shang. Elle est rejointe par 59 étudiants de l'université de Pékin, à qui elle enseigne les méthodes de recherches archéologiques sur le terrain. Au cours de cette saison, un cadre de datation de quatre périodes pour l'ancienne cité Yin Xu est établi, la première période étant positionnée durant le règne du roi Wu Ding. Ces travaux utilisent notamment des os oraculaires trouvés sur le site. D'autres fouilles sont menées à Miaopu Nord (Miaopu bei di 苗圃北地) entre 1963 et 1964.
Pendant la Révolution culturelle, les campagnes de fouilles de grande ampleur sont suspendues et seules des recherches plus limitées sont autorisées, à l’occasion de constructions. Durant l’hiver 1975, des travaux sont prévus pour faciliter l’exploitation agricole de terres  dans la région d'Anyang. Ces travaux consistent en particulier à aplanir une colline. Zheng Zhenxiang a des raisons de croire que cette colline pourrait correspondre au site d’une tombe royale Shang, une hypothèse avec laquelle la majorité de ses pairs sont en désaccord,. Des sondes par carottage confirment l’existence d’un édifice enfoui. En 1976, des fouilles sont menées sur une superficie de 1 000 m2 environ. Elles mettent au jour des fondations et sépultures, dont la plus importante correspond à la tombe de l'épouse de Wu Ding, Fu Hao. Cette tombe de Fu Hao est extrêmement bien conservée et, contrairement à d'autres, n'a pas été pillée,. Un grand nombre d’artefacts sont trouvés, dont des objets en bronze, en pierres précieuses et en ivoire. Les artefacts en bronze comprennent des centaines de vases rituels. Le nom de Fu Hao est inscrit sur de nombreux vases rituels trouvés dans la tombe et sur un certain nombre d'armes. À partir de ces éléments, Zheng Zhenxiang rédige plusieurs articles et ouvrages, et formule des interprétations nouvelles, notamment sur le statut de Fu Hao, et sur son rôle militaire,,,.
Zheng Zhenxiang est surnommée la Première Dame de l'archéologie chinoise.

## Principales publications
- Yinxu Fuhao Mu 殷墟妇好墓, Kaogu Zhuankan Dingzhong 考古专刊丁种. Wenwu Chubanshe 文物出版社, 1980 (réédité en 1985). [co-auteu99
- Yinxu Yuqi 殷墟玉器. Wenwu Chubanshe 文物出版社, 1982. [co-auteur]
- Yinxu Qintongqi, Kaogu Zhuankan Yizhong 考古专刊乙种. Wenwu Chubanshe 文物出版社, 1985. [co-auteur]
- Yinxu de Faxian yu Yanjiu 墟的发现与研究. Kexue Chubanshe 科学出版社, 1994 (réédité en 2001; publié également par la Chinese Academy of Social Sciences en 2007). [co-auteur]
- « The Royal Consort Fu Hao and Her Tomb », dans Jessica Rawson (dir.),, Mysteries of Ancient China : New Discoveries from the Early Dynasties, Londres, British Museum Press, p. 240-247
- Anyang Xiaodun 安阳小屯, Kaogu Zhuankan 考古专刊. Shijie Tushu Chubanshe, 2004. [co-auteur]
- Anyang Xiaodun Yinxu Jianzhu Yicun 安阳小屯殷墟建筑遗存, Kaogu Zhuankan Dingzhong 考古专刊丁种. Wenwu Chubanshe 文物出版社, 2010. [co-auteur][2].